# Over & Out
Over & Out ist ein deutscher Kinofilm von und mit Julia Becker aus dem Jahr 2022. Die Tragikomödie handelt von drei ungleichen Jugendfreundinnen, gespielt von Becker, Jessica Schwarz und Petra Schmidt-Schaller, die von ihrer verstorbenen Freundin Maja (Nora Tschirner) gebeten werden, sie im Mittelmeer beizusetzen.

## Handlung
Lea, Toni, Steffi und Maja sind seit ihren Jugendtagen befreundet, haben sich seit der gemeinsamem Schulzeit jedoch zusehends aus den Augen verloren. In ihren späten Dreißigern angekommen, bestreiten die vier Frauen sehr unterschiedliche Lebenswege: Während Unternehmensberaterin Lea nur für ihren Job lebt, jedoch vergebens auf einen Posten als Geschäftsführerin hofft, ist Steffi Mutter zweier Kinder geworden und fristet ein unglückliches Dasein als Hausfrau, aus dem sie mit gelegentlichen Seitensprüngen auszubrechen versucht. Toni, die indessen Karriere als Rockmusikerin gemacht hat, führt ein exponiertes Leben im Rampenlicht, hadert jedoch mit den Gefühlen zu ihrem Manager Matti. Springinsfeld Maja hat sich für ein Bohèmeleben im Ausland entschieden.
26 Jahre nach einem Schwur, in welchem die vier Frauen sich das Versprechen gegeben haben, der Hochzeit der jeweils anderen beizuwohnen, lädt Maja ihre Freundinnen kurzfristig per Videobotschaft zu ihrer Hochzeit nach Italien ein. Nur zwei Tage später brechen Lea, Toni und Steffi von Hamburg und Bremen nach Umbrien auf, wo sie in einem von Maja angemieteten Kombi in Richtung Kirche aufbrechen. Dort angekommen erwartet die drei Freundinnen wider Erwarten jedoch keine Trauung, sondern vielmehr eine böse Überraschung: Maja hat sie nicht zu ihrer Hochzeit, sondern zu ihrer Beerdigung eingeladen – sie ist einige Stunden zuvor in Folge von Bauchspeicheldrüsenkrebs verstorben und hat die Gruppe mit Hilfe ihres vermeintlichen Verlobten Ahmed nach Italien gelockt.
In einer weiteren Videobotschaft bittet Maja ihre Freundinnen um einen letzten Wunsch: Entgegen der Vorstellung ihrer Mutter Doris möchte sie nicht in Hamburg-Niendorf, sondern an ihrem Sehnsuchtsort an der italienischen Küste dem Meer übergeben werden. Lea, Toni und Steffi fassen sich ein Herz und beschließen, Majas Bitte nachzukommen. In der Nacht verladen sie ihren Leichnam in den Kombi und machen sich auf die 18-stündige Strecke in Richtung Gioia Lamenzo. Während der Fahrt keimen neben widersprüchlichen Gefühlen auch alte Verhaltensmuster auf. So müssen sich die Freundinnen eingestehen, dass sie sich längst nicht mehr so nahe stehen wie früher und Maja in den Monaten zuvor aufgrund anderer Prioritäten keine Chance eingeräumt haben, von ihrer Erkrankung zu berichten.
Als sie in der Nacht in Gioia Lamenzo ankommen, fällt Lea, Toni und Steffi das Kokain einer Taschendiebin in die Hände. Nach spontanem Konsum feiern sie zunächst ausgelassen mit den anderen Gästen auf einer Party im Ort, ehe abrupt die Stimmung kippt: Als Tonis T-Shirt verrutscht und einen Stomabeutel offenbart, muss sie ihren Freundinnen nur widerwillig preisgeben, dass sie autoimmunkrank ist. Im Gegenzug konfrontiert sie Lea damit, dass Steffi von ihrer langjährigen Affäre mit Steffis Mann Karl weiß und diese den Kontakt nur duldet, weil sie ihre Ehe ohnehin bereits am Ende sieht und sich selbst auch Seitensprünge erlaubt. Zerstritten gehen Lea, Toni und Steffi auseinander. Toni beschließt daraufhin, ihre Erkrankung über Social Media und Matti gegenüber öffentlich zu machen. Lea kündigt zugleich ihren Job.
Zurück am Auto sprechen sich die drei Freundinnen schließlich aus. Gemeinsam tragen sie Majas Leichnam zum Meer hinunter, wo sie diesen bei Sonnenuntergang auf zwei Bodyboards ablegen, ins Wasser schieben und mit Hilfe von Wunderkerzen in Brand setzen. Bei einem Becher Batida de Coco-Kirsch sehen sie zu, wie Maja auf das offene Meer hinaustreibt. Am nächsten Morgen brechen sie auf in Richtung Heimat, wo (wie im Abspann gezeigt) Steffi beschließt, sich von Karl zu trennen und von zuhause auszuziehen. Toni, die sich hat durchringen können, Matti trotz ihrer Beeinträchtigungen näher zu kommen, beginnt mit diesem eine Beziehung. Lea, die sich nachfolgend eine Auszeit gönnt, wird im Jahr darauf schwanger. Wer der Vater ihres Kindes ist, bleibt offen.

## Produktion
Over & Out ist die zweite Regiearbeit von Schauspielerin, Drehbuchautorin und Regisseurin Julia Becker, die 2017 mit dem Crowdfunding-Projekt Maybe, Baby! ihr Regiedebüt gab. Die Idee zum Film entstand aus Beckers Vorhaben heraus, einen „Film über vielschichtige Frauencharaktere in der Mitte des Lebens“ drehen zu wollen. Becker selbst bezeichnete Over & Out als Tragikomödie, die sie in ihrer Machart wiederum als „kommerzielles Arthouse“ kategorisierte. Dass sie selbst nicht nur das Drehbuch schreiben und Regie führen, sonst auch eine drei Hauptrollen übernehmen würde, war Becker von „Anfang an klar“. Für die Rolle der Steffi entschied sie sich jedoch erst nach Abschluss des Drehbuchs. Nora Tschirner war die erste Darstellerin, die Becker über persönliche Kontakte für das Projekt begeistern und in der Rolle der Maja besetzen konnte. Jessica Schwarz und Petra Schmidt-Schaller empfahlen sich im Rahmen ihrer Vorsprechen während des Castingprozesses.
Die Dreharbeiten fanden an 35 Drehtagen zwischen 3. August bis 30. September 2021 in Hamburg, Nordrhein-Westfalen und Kroatien statt. Istrien stand dabei für das in der Handlung festgelegte Italien Pate. Als Kulisse dienten unter anderem der Fluss Pazinčica nahe der Kleinstadt Pazin, die Orte Pula, Rovinj, Roč und Brseč, sowie das Dorf Belaj in der Gemeinde Cerovlje und die Ortschaft Buje-Momjan. Für die Herstellung von Over & Out zeigte sich Frauke Kolbmüller von Oma Inge Film verantwortlich. Daneben fungierte die Warner Bros. Filmproduktion als Produzent, die später auch als Verleiher in Erscheinung trat. Als Koproduzent waren überdies SamFilm und Magic Media Procution beteiligt. Die kroatische Pakt Media führte daneben als Service zusätzlich Produktion aus. Der Deutsche Filmförderfonds förderte das Projekt mit rund 360.000 Euro. Weitere Produktionsförderung erhielt das Projekt durch die Filmförderungsanstalt (400.000 Euro), die MOIN Filmförderung Hamburg Schleswig-Holstein (400.000 Euro), die Nordmedia (100.000 Euro) und das Croatian Audiovisual Centre. Die Filmförderungsanstalt beteiligte sich ferner auch an der Verleihförderung. Der FilmFernsehFonds Bayern stellte darüber hinaus ein Erfolgsdarlehen.

## Kritik

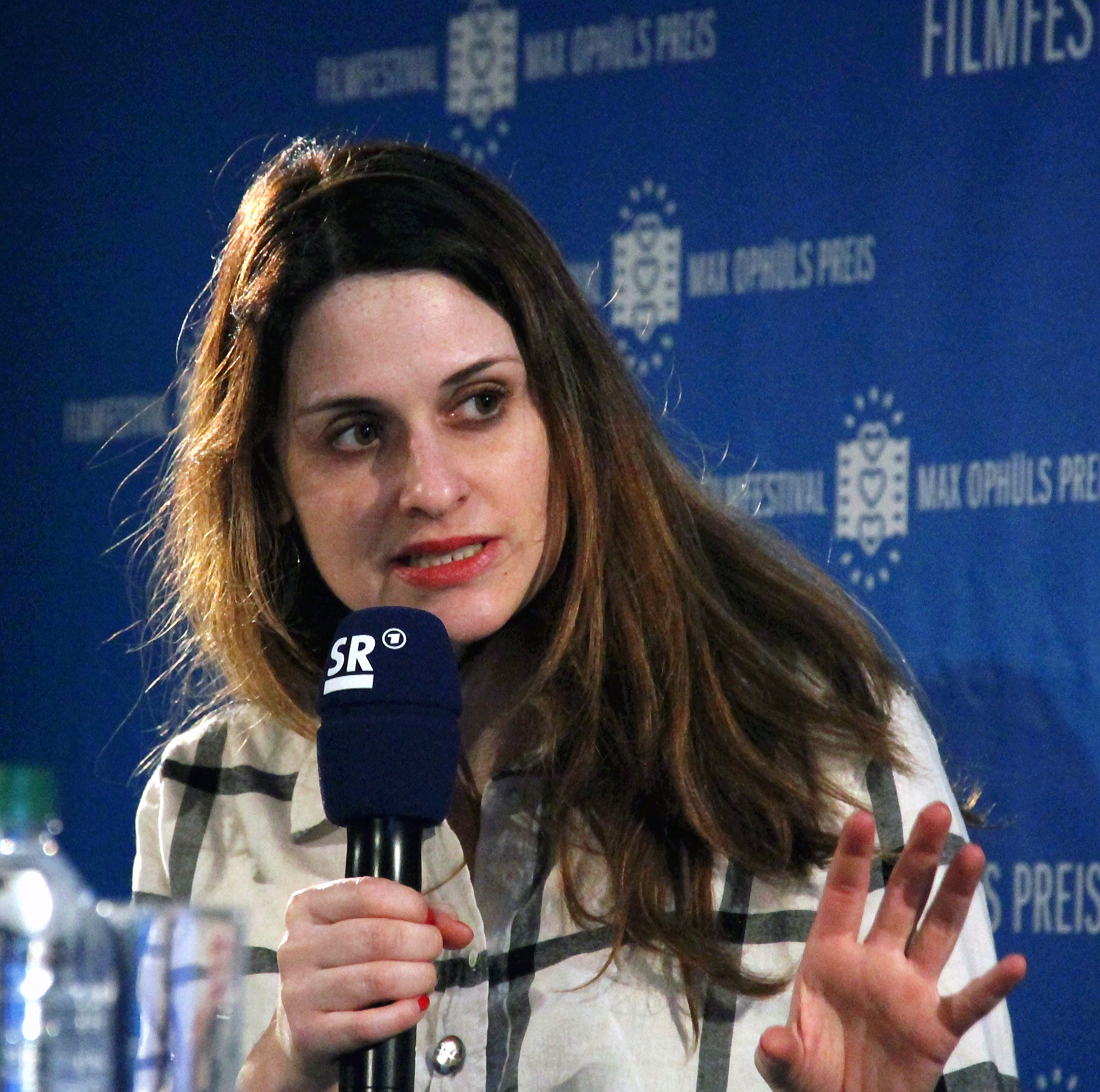
Kritiker bewerteten das Ensemble um Regisseurin und Autorin Julia Becker überwiegend positiv.

Nicole Ankelmann resümierte in ihrer Rezension auf n-tv.de, dass es Becker in Over & Out gelungen sei, „mit Humor und Herz sowohl witzige Dialoge und Slapstick-artige Situationen herzustellen, sowie ein ums andere Mal sanft auf die Tränendrüse zu drücken, ohne allzu rührselig zu werden“. Man könne der Regisseurin zwar vorwerfen, „scherenschnittartig“ Charaktere zu zeigen, die man „schon mehrfach gesehen und gehört“ habe und „nicht zwingend nachvollziehbare“ Motive demonstrierten, dennoch mache „es Spaß, den Frauen [...] durch sämtliche Höhen und Tiefen dieses Trips zu folgen.“ Over & Out sei jedoch „eher Drama als Komödie“.
Wilfried Hippen von Die Tageszeitung befand, dass Over & Out interessant sei, weil das Roadmovie-Genre vornehmlich auf männliche Figuren fokussiere und „hier einmal drei Frauen das tun, was im Kino sonst den Männern vorbehalten bleibt“. Die Tragikomödie sei zwar nur selten „wirklich witzig“ und am besten zündeten „noch die beiden Vibratoren-Gags. Aber die Dialoge sind lebendig und oft geistreich“. Die Hauptrollen des Ensemblefilms seien „gut besetzt“. Schwarz spiele „die souveräne, vernunftgesteuerte Geschäftsfrau sehr glaubwürdig“ und auch Schmidt-Schaller überzeuge als wildes „Girlie, dessen größtes Problem es ist, dass es schon lange kein Mädchen mehr ist“.
Peter Zander von Hamburger Abendblatt verglich die Produktion mit Aron Lehmanns Jagdsaison (2002). Im Gegensatz zu Jagdsaison fiele Over & Out jedoch „vorhersehbar“ aus. Der Witz sei „zu brav, das Trio zu trocken und die Handlung zu vorhersehbar. Das wirkt schon bald etwas abgestanden“. Zander bemängelte ferner, dass Tschirner zu wenig zum Einsatz komme: „Sie ist höchst variabel einsetzbar und selbst als fleischgewordene Depression noch eine Attraktion. Sie aber nach nur wenigen Minuten sterben zu lassen ist schlicht Verschwendung. Auch wenn sie als Leiche noch lange mitspielt. Aber als solche kann man halt keine Sprüche reißen“.
Die Redaktion der Zeitschrift Cinema urteilte, dass der Film „im Ansatz durchaus sehenswert, aber letztlich etwas verschenkt“ sei. Die Besetzung mache ihre Sache „zwar toll, insgesamt fehlt es der Geschichte jedoch etwas an Substanz, alles bleibt eher im Vagen. Man hätte insgesamt mehr daraus machen können. Auch versteht man manche Freundschaft nicht wirklich, aber das liegt wohl in der Natur der Sache“. Deutsche Presse-Agentur-Kritikerin Carola Große-Wilde kritisierte die „klischeehaften“ Charaktere, schrieb jedoch, dass Becker es schaffe, zusammen „mit ihrem hervorragenden Schauspielerinnenteam, der Tragikomödie die nötige Tiefe zu geben und auch eine gewisse Leichtigkeit“. Hans-Ulrich Pönack bezeichnete Over & Out als „vorhersehbare, matte Filmkost um verpasste Lebens- bzw. Liebes- und Karrierechancen, mit depperten Klischee-Wahrheiten hantierend und [...] transportablen Wendungen“.

## Erfolg
Over & Out feierte am 24. August 2022 im Passage Kino in Hamburg Uraufführung. Die Freigabe der Produktion zur öffentlichen Vorführung erfolgte am 31. August 2022. In Deutschland konnte sich der Film nach Ende des ersten Vorführwochenendes mit rund 10.000 Besuchern in 294 Kinos und einem Einspielergebnis von 95.000 Euro auf Rang 17 der deutschen Kinocharts platzieren. Insgesamt sahen die Produktion in Deutschland bis Jahresende 49.144 Kinobesucher. Over & Out belegte in Folge Platz 47 der besucherstärksten deutschen Kinoproduktionen des Jahres 2022.

## Auszeichnungen
Die Deutsche Film- und Medienbewertung (FBW) in Wiesbaden verlieh dem Film das Prädikat „besonders wertvoll“. In ihrer Begründung bezeichnete die Einrichtung die Produktion als „bezaubernde Tragikomödie“, die sich durch „spritzige Dialoge, authentische Figuren und ein perfekt harmonierendes Ensemble“ auszeichne.